# Bothkamp
Bothkamp ist eine Gemeinde in der Region Barkauer Land im Kreis Plön in Schleswig-Holstein.

## Geografie

### Geografische Lage
Das Gemeindegebiet von Bothkamp erstreckt sich südlich vom Bothkamper See, aus dem die Eider entspringt, im Bereich der naturräumlichen Haupteinheit des Ostholsteinischen Hügel- und Seenlandes (NW) (Nr. 702).

### Gemeindegliederung
Das namengebende Gut Bothkamp, Dosenbek, Steinhorst, Klein Buchwald, Leckerhölken und Hof-Siek liegen im Gemeindegebiet.

### Nachbargemeinden
Direkt angrenzende Nachbargemeinden von Bothkamp sind (im Uhrzeigersinn im Norden beginnend):
Klein Barkau–Kirchbarkau–Warnau–Nettelsee–Wankendorf–Schillsdorf–Groß Buchwald–Bissee–Schönhorst

## Geschichte

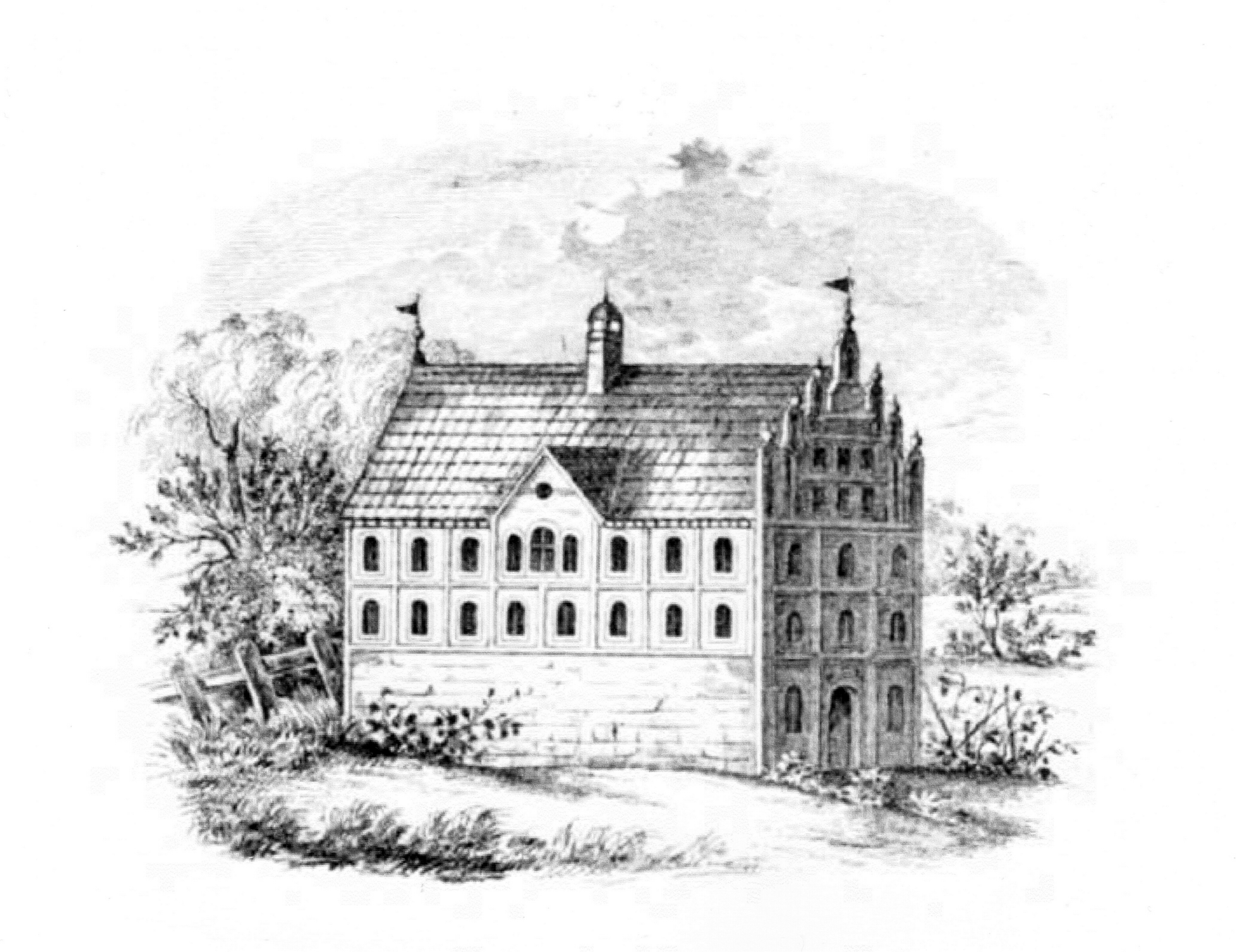
Gut Bothkamp im Renaissance-Zustand (nach der Rantzau-Tafel), Zeichnung von 1862

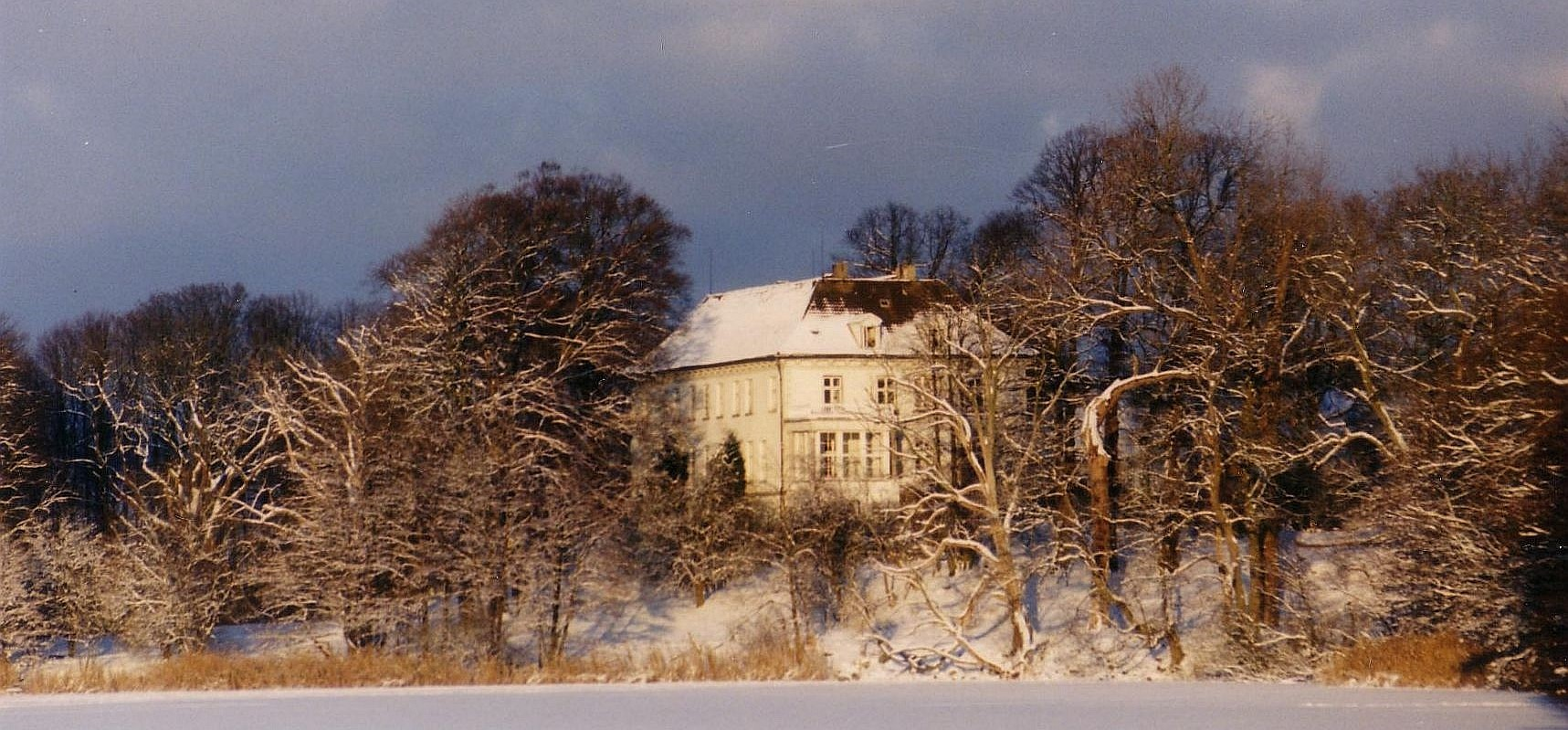
Gut Bothkamp, Seeseite, Winter, 1996

Die Geschichte Bothkamps ist eng mit der Geschichte des gleichnamigen Gutes verbunden, das mit 6000 Hektar einmal das größte Schleswig-Holsteins war. Die Gemeinde Bothkamp entstand 1928 bei Auflösung der Gutsbezirke aus einem Teil des Gutsbezirks Bothkamp.
Das Gut Bothkamp entstand bereits aus dem erstmals 1243 erwähnten Rittergut Bistekesse. Bei der Auflösung der Klöster im Zuge der Reformation erwarb der dänische Heerführer Johann Graf zu Rantzau (1492–1565) aus dem Besitz der Klöster Segeberg und Bordesholm in den Jahren 1531–1538 zunächst 3300 ha Grundfläche, erweiterte diese durch einzelne Käufe kleinerer Güter auf 6000 ha und errichtete zur Verwaltung dieser Ländereien zwischen 1538 und 1547 das erste Herrenhaus in Bothkamp im Stil der Frührenaissance. Hier wurde auch Josias Graf zu Rantzau (1609–1650) geboren, der ein bedeutender Feldherr des Dreißigjährigen Krieges war.
Nach dem Tode von Paul Graf zu Rantzau 1670 ging das Gut per Losverfahren unter seinen Schwestern und deren Nachkommen an seinen Neffen Cai Bertram von Brockdorff. Dieser versprach das Gut zunächst seinem Sohn aus erster Ehe, Cai Lorenz Graf von Brockdorff, heiratete jedoch 1671 erneut und wollte sodann das Gut einer seiner drei Töchter aus dieser Ehe zukommen lassen. Es folgte ein sich über drei Generationen bis zum Reichskammergericht in Wetzlar hinziehender Rechtsstreit, aus dem 1726 Heinrich von Ahlefeldt das Gut zugesprochen bekam, welches er bereits seit 1705 verwaltete. In dieser Zeit entstanden zwischen 1711 und 1714 zwei Torhäuser, die im Gegensatz zur üblichen Anlage nicht in der Achse des Herrenhauses lagen, sondern im rechten Winkel dazu. Zunächst wurde das kleine Torhaus in Richtung Kiel errichtet und drei Jahre später das große Torhaus mit seinen zwei viergeschossigen Türmen Richtung Hamburg.
Nachdem der einzige Sohn Ahlefeldts bereits 1760 mit 26 Jahren hochverschuldet gestorben war, übernahm dessen Schwager Johann Rudolf von Rumohr Schulden und Gut. Sein Sohn Heinrich nahm am Herrenhaus umfangreiche Änderungsarbeiten vor und baute es um 1780 im Stil des Frühklassizismus um. So erhielten die Räume im Erdgeschoss Stuckaturen, die dem Italiener Francesco Antonio Tadey zugeschrieben werden.
Aufgrund seiner Kinderlosigkeit vermachte Heinrich von Rumohr 1812 Bothkamp dem zweiten Sohn seiner Schwester Christine Friederike, Detlev Heinrich von Bülow, der später Landrat und Amtmann von Gottorf wurde. Nach dessen Tod folgte ihm sein zweiter Sohn Friedrich Gustav von Bülow, der 1870 am Rande des Gutshofes auf einer kleinen Insel im See die private Sternwarte Bothkamp errichten ließ. Diese war die größte in Deutschland und wurde in den nächsten Jahren unter Professor de Ball zu einer führenden Forschungseinrichtung auf dem Gebiet der Astrophysik.
Das Gut ist bis heute im Besitz der Familie Bülow. In der Nachkriegszeit wurden hier jedoch zunächst Flüchtlinge aus den Ostgebieten untergebracht und erhebliche Teile für Siedlungszwecke abgegeben. 1957 bis in die 2000er Jahre wurde das Herrenhaus an den Johanniterorden vermietet, der es als Altenheim nutzte und später an einen Privatmann vermietete. Die Familie Bülow bewirtschaftete die Ländereien zu dieser Zeit vom nahen Hof Siek aus.
Die Gemeinde Bothkamp gehörte bis 1932 zum aufgelösten Kreis Bordesholm, danach zum Kreis Plön, um schließlich nach der Gebietsreform 1970 (Auflösung des Amtes Kirchbarkau) im Amt Preetz-Land aufzugehen.

## Politik

### Gemeindevertretung
Bei der Kommunalwahl 2023 errang die Wählergemeinschaft Bothkamp erneut alle neun Sitze in der Gemeindevertretung. Die Wahlbeteiligung betrug 66,2 Prozent.

### Wappen
Blasonierung: „In Blau eine goldene Spitze, darin eine rote zylindrische Sternwarte, oben rechts eine goldene Haferrispe, oben links ein 14-strahliger goldener Stern.“
Die Hauptfigur des Wappens ist die Darstellung der 1869 von Friedrich Gustav von Bülow errichteten Sternwarte auf dem Haupthof Bothkamp, deren Fundamente noch heute erhalten sind. Das Blau steht für den Bothkamper See. Die goldene Spitze steht für den Hof Bothkamp, der als Landspitze in den Bothkamper See hinein ragt. Die goldene Haferrispe steht für den Haupterwerbszweig in der Gemeinde, die Ackerwirtschaft. Der 14-strahlige Stern steht für die 13 Wohnplätze der sehr großen Flächengemeinde Bothkamp und den Planetoiden namens Athamantis, stellvertretend für die zahlreichen astronomischen Entdeckungen aus der Bothkamper Sternwarte bis zum Ende des 19. Jahrhunderts.

## Wirtschaft und Verkehr
Die landwirtschaftliche Urproduktion stellt einen wichtigen Wirtschaftsfaktor für die Gemeinde dar.
Östlich von Bothkamp führt in Nord-Süd-Richtung die Bundesstraße 404 von Kiel bis zum Übergang in die Bundesautobahn 21 bei der Anschlussstelle Nettelsee (Nr. 6) durch die bezeichnete Nachbargemeinde. An dieser befindet sich der Anschluss u. a. zu der durch das südliche Gemeindegebiet führenden schleswig-holsteinischen Landesstraße 49, die in westlicher Richtung eine Verbindung zur A 7 bei Bordesholm herstellt.

## Sehenswürdigkeiten

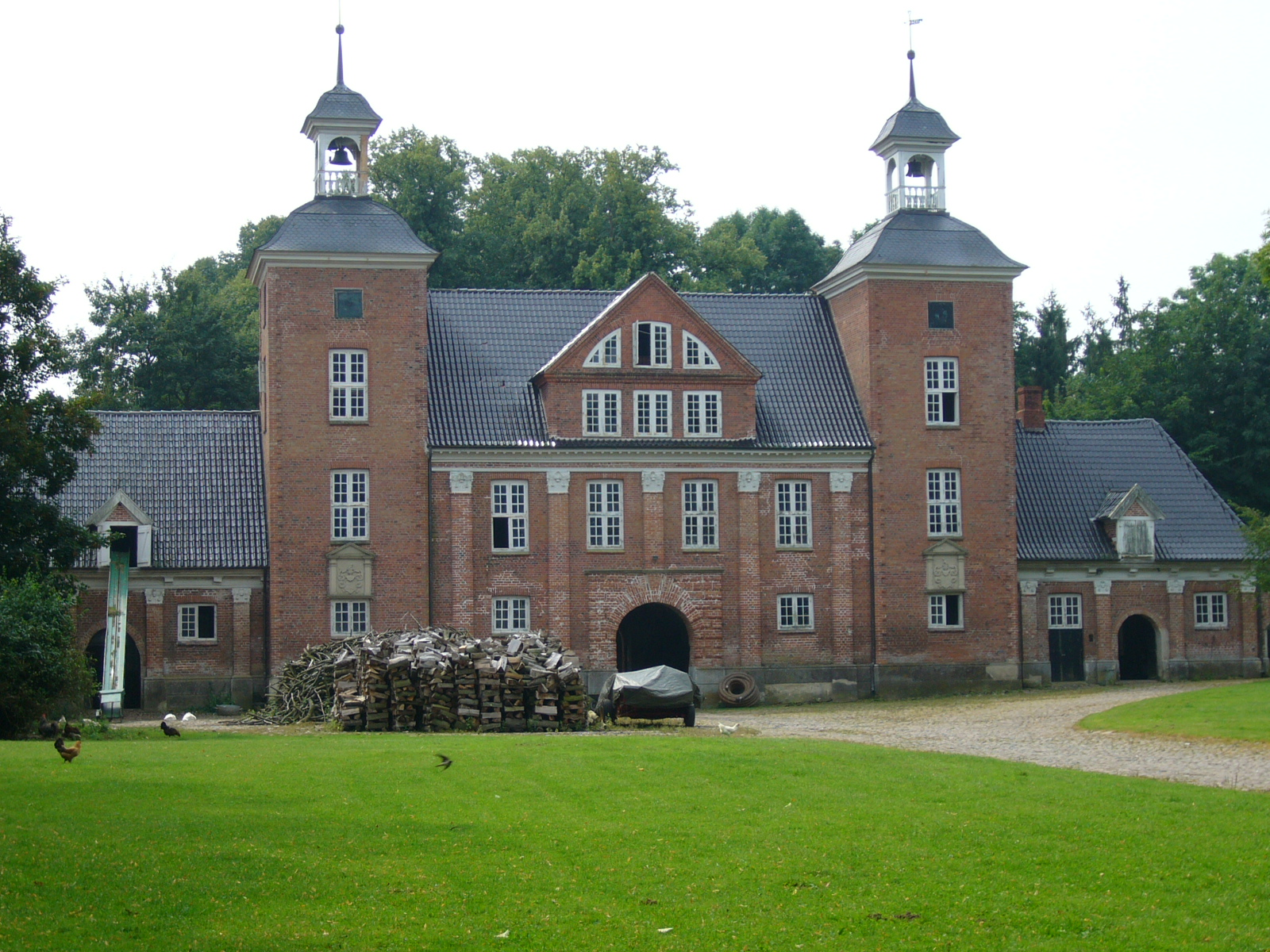
Großes (Hamburger) Torhaus des Gutes Bothkamp (ca. 1710)

In der Liste der Kulturdenkmale in Bothkamp stehen die in der Denkmalliste des Landes Schleswig-Holstein eingetragenen Kulturdenkmale.
Der Arbeitskreis Natur des Bürgervereins Barkauer Land hat 2004 den Lehrpfad Kulturlandschaft Bothkamp – Hof Siek auf den Flächen von Conrad von Bülow zum Leben erweckt. Seitdem wurde er kontinuierlich um neue Tafeln, Themengebiete und vor allem den Bodenerlebnislehrpfad erweitert. Der Lehrpfad kann jederzeit begangen werden.

## Persönlichkeiten
- Josias Rantzau (1609–1650), dänischer Heerführer, Marschall von Frankreich und eine der abenteuerlichsten Gestalten des Dreißigjährigen und des gleichzeitigen spanisch-niederländischen Krieges.
- Harry von Bülow-Bothkamp (1897–1976), Jagdpilot im Ersten Weltkrieg, Geschwaderkommodore im Zweiten Weltkrieg.
- Mitte des 19. Jahrhunderts lebte und arbeitete die Zeichnerin und Kinderbuchautorin Fanny von Bernstorff zeitweise in Bothkamp.